# Petrus Apianus

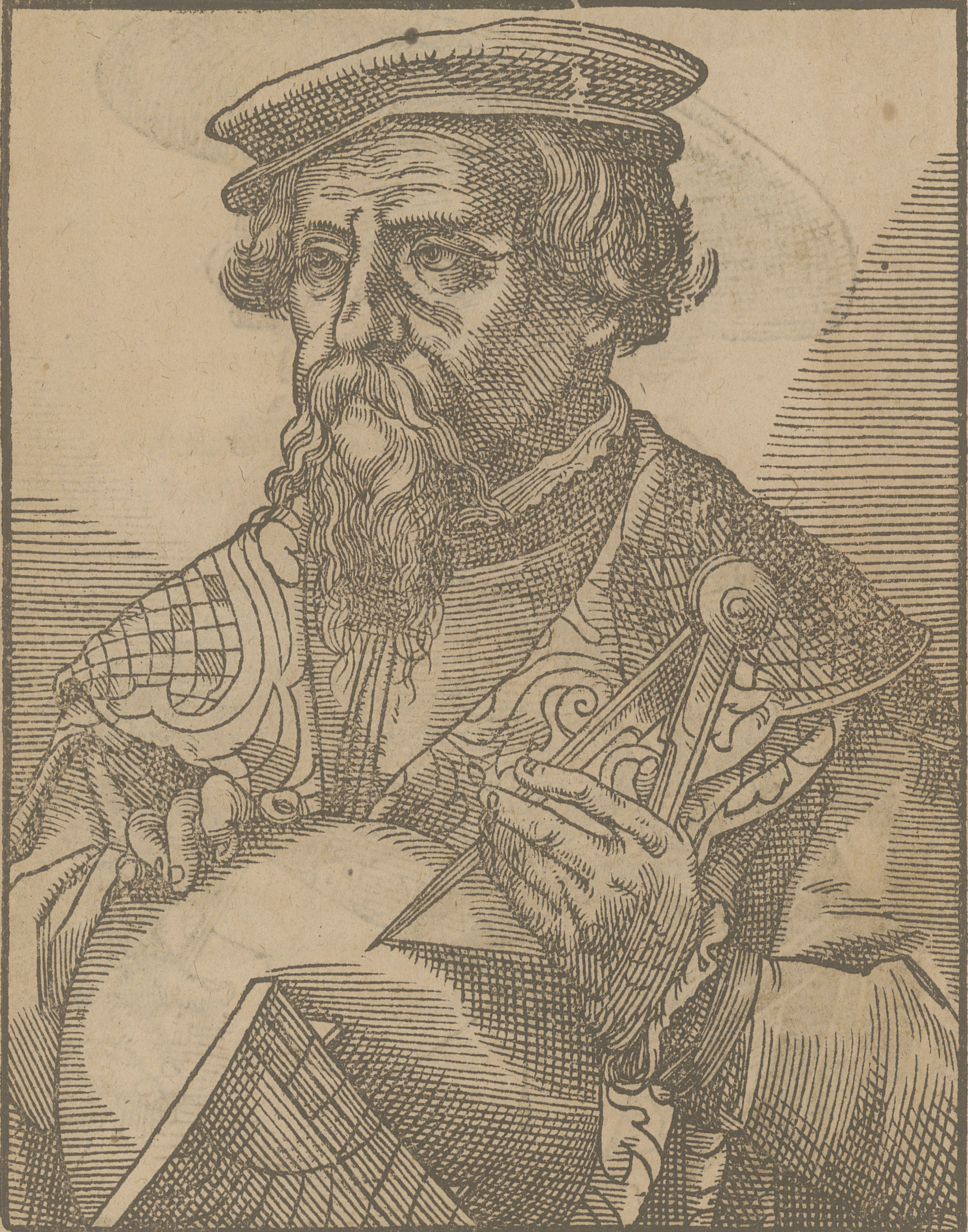
Petrus Apianus pe o gravură din secolul al XVIII-lea

Peter Bienewitz (sau Bennewitz) Apianus (n. 16 aprilie 1495 - d. 21 aprilie 1552) a fost un umanist german, cunoscut pentru contribuțiile sale în domenii ca: matematică, astronomie, cartografie.
Fiul său, Philipp Apian, a avut de asemenea preocupări științifice în domenii ca: matematică, medicină, cartografie, heraldică.

## Contribuții
În domeniul matematicii, s-a ocupat de extragerea rădăcinii bazat pe descompunerea binomului pentru indicii până la puterea a opta, a tratat triunghiul aritmetic; a descris un instrument destinat determinării funcțiilor sinus și sinus-versus pentru unghiurile din primul cadran; a întocmit prima tabelă trigonometrică de sinusuri.
Petrus Apianus a mai proiectat și instrumente pentru calcule astronomice și a studiat cometele remarcând faptul că acestea își mențin coada în direcția opusă Soarelui.

## Scrieri
- Eyn Newe und volyegründte Underweisung aller Kauffmans Rechnung (Ingolstadt, 1527)
- Instrumentbuch (1533)
- Cosmografie (Landstadt, 1524)
- Astronomicum Caesareum (1540).

De asemenea, Apianus a editat lucrarea lui Iordanus Nemorarius Theoricae a lui Peuerbach (1534), apoi Optica lui Witelo (1535) etc.